# Die Stimme des Mondes
Die Stimme des Mondes (ital.: La voce della luna) ist eine Filmkomödie aus dem Jahr 1990 und der letzte Film Federico Fellinis. Der Filmessay beruht auf Motiven aus dem Roman Il poema dei lunatici (dt.: Der Gesang der Mondköpfe) von Ermanno Cavazzoni. Hauptdarsteller sind die italienischen Komiker Roberto Benigni (Salvini) und Paolo Villaggio (Präfekt Gonella).

## Inhalt
Die Schauplätze sind eine nicht näher bezeichnete kleine italienische Stadt und ihre ländliche Umgebung. Die Hauptfiguren sind Ivo Salvini, der durch die Nacht streicht und Stimmen lauscht, die ihn aus Brunnen zu rufen scheinen und der alte „Präfekt“ Gonella, der einer umfassenden Verschwörung auf der Spur ist. Weitere auftretende „Spinner“ sind ein unter Visionen leidender ehemaliger Musiker, dessen Instrument sich selbstständig gemacht hat und der nun auf einem Friedhof haust und die zwei Micheluzzi-Brüder, die, eigentlich gewöhnliche Handwerker, gegen Ende den Mond vom Himmel holen.

## Kritik
Cavazzoni sagt zu Fellinis Film: „Nur Fellini konnte daran denken, aus einer Erzählung einen Film zu schöpfen, die mehr aus Worten als aus Handlung besteht.“
Das Lexikon des internationalen Films über den Kinotipp der Katholischen Filmkritik: „In Bildgestaltung, Erzählduktus und Musikeinsatz beeindruckend, überzeugt der Film durch sein zutiefst humanes Menschenbild und den Respekt vor der Natur.“

## Sonstiges
Die italienische Premiere fand am 31. Januar 1990 statt. In Deutschland kam der Film am 31. Mai 1990 in die Kinos und in Österreich im Juni 1990.
Der Film ist in deutscher Fassung auf VHS, auf DVD und auf Blu-ray Disc erschienen (Stand September 2015). Er wird nur selten im Fernsehen gezeigt.